# طباق (موسيقى)

الطِّباق بالإنجليزية Counterpoint: في الموسيقى، هو العلاقة بين الأصوات التي تعتمد على بعضها هارموني مع ذلك تستقل في الإيقاع والمعالم. ويعد نوع من البوليفونية حيث يستمر خطان لحنيان أو أكثر مستقلين وميلوديين أساسا (غالبا يطلق عليها "أصوات") في تزامن، مما يبتكر نسيج هارموني ومعقد إيقاعيا خلال تفاعلها. الطِّباق المقامي الحديث ظهر في البوليفونية الصوتية الواضحة للقرن السادس عشر، الملخص في أعمال جوسكان دو بري وبالسترينا ولاسوس. كعنصر للتأليف الآلي، وصل لدرجة عليا من التطور في أواخر الباروك، مما حقق ثراء ملحوظا، والحماس والعقيد في موسيقى يوهان سباستيان باخ. مثير للاهتمام فكر باخ في الموسيقى كعلم وفن، وفي الجانب العلمي كرس الكثير من الطاقة في العقد الأخير من حياته إلى دراستين تتميزان بالطِّباق التأملي واسع المجال؛ "تقدمة موسيقية" 1747 و"فن الفوجة" 1749. نظرا لصعوبة مهمة إنتاج طباق حيوي ومؤثر وصوته طبيعي، استمرت كتابة الطِّباق اختبار لمهارة المؤلف (وجزء أساسي من التدريب المناسب)، حتى مع ميل تطور الأسلوب الموسيقى من العصر الكلاسيكي حتى القرن العشرين إلى استخدام النسيج الطِّباقي. مع ذلك، ثمة مظاهر عظيمة للفن الطِّباقي، مثلا في موسيقى موتسارت (خاتمة سيمفونية جوبتير)، بيتهوفن وفاجنر (الفصل الأول مقدمة سادة الشعراء)، سيزار فرانك (الخاتمة الاتباعية للسوناتا في مقام لا للكمان والبيانو)، بروكنر وبرامز ومالر وريتشارد شتراوس وماكس ريجر “أربعة قديسين في ثلاثة فصول".